# Rancid (ep)
Rancid is de eerste ep van de gelijknamige punkband uit de Verenigde Staten. Het werd uitgegeven in januari 1992 door Lookout! Records, het label waar ook Operation Ivy, de voormalige band van Tim Armstrong en Matt Freeman, albums liet uitgeven. Het bevat de vroegste opnames van de band en komt uit de tijd dat de band nog maar uit drie leden bestond.
Het album is alleen uitgegeven op 7" vinyl. De nummers van de ep zijn ook nooit opnieuw opgenomen en op andere albums gebruikt. In juni 2008 was de vinyl versie van het album officieel uitverkocht. In de Verenigde Staten is er nooit een cd-versie uitgegeven. De nummers zijn echter wel verschenen als bonustracks op de Japanse versie van het verzamelalbum B Sides and C Sides, dat uitkwam op 19 maart 2008.

## Nummers
Alle teksten zijn geschreven door Tim Armstrong.

### Kant A
1. "I'm Not the Only One" - 2:51
2. "Battering Ram" - 2:56

### Kant B
1. "The Sentence" - 1:35
2. "Media Controller" - 1:56
3. "Idle Hands" - 1:59